# Президентські вибори в Туреччині 2018

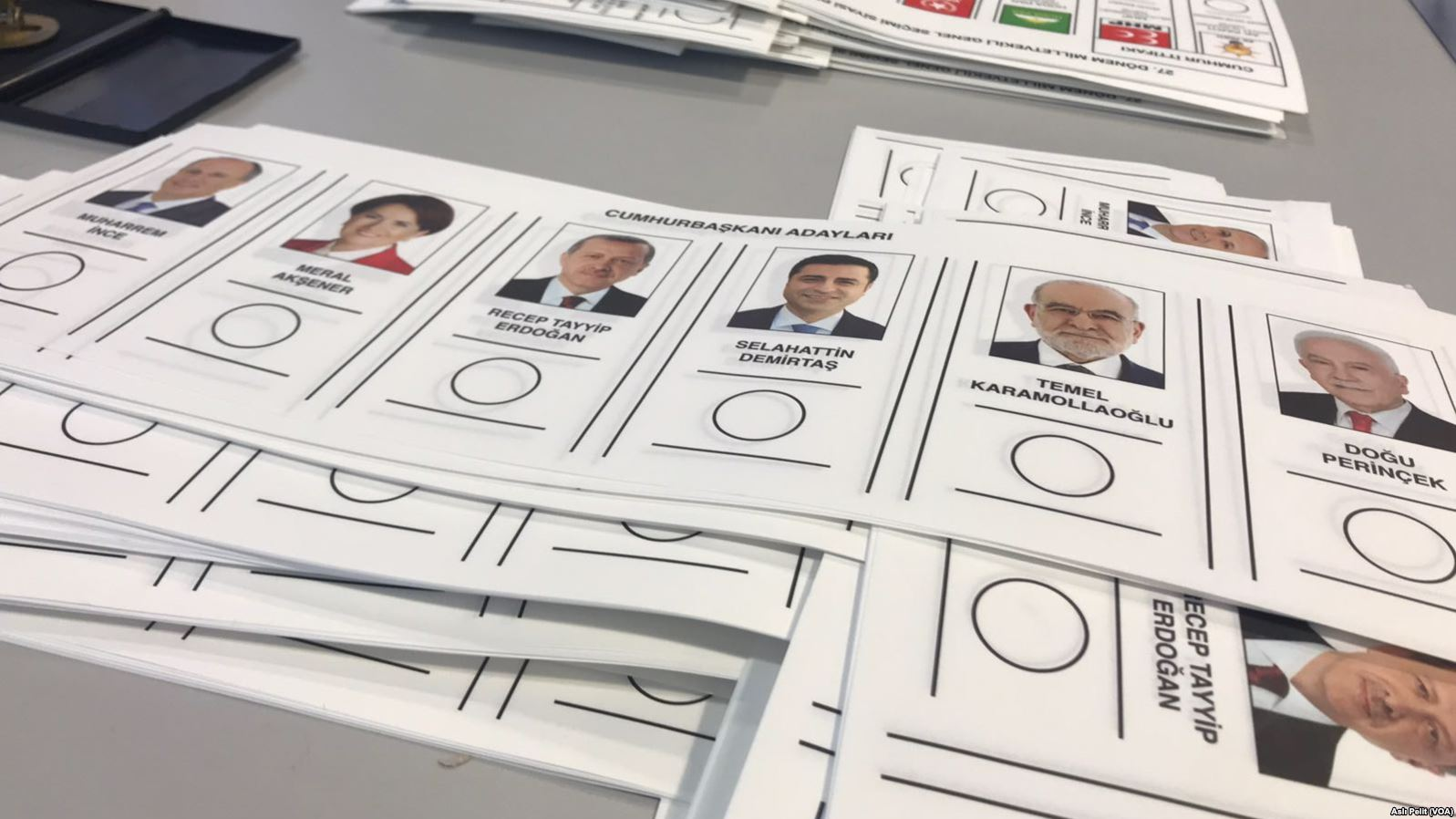
Виборчий бюлетень з фотографіями кандидатів, який використовувався на президентських виборах

Президентські вибори 2018 року в Туреччині — відбулися 24 червня 2018 року одночасно з парламентськими виборами. Після затвердження конституційних змін на референдумі, що відбувся в 2017 році, обраний президент став одночасно главою держави і главою уряду Туреччини, узявши на себе функції прем'єр-міністра.

## Результати
- Реджеп Таїп Ердоган — 52,59 % (26,324,428 голосів)
- Мухаррем Індже — 30,64 % (15,336,594 голосів)
- Селахаттін Демірташ — 8,4 % (4,205,219 голосів)
- Мерал Акшенер — 7,29 % (3,649,233 голосів)
- Темель Карамоллаоглу — (0,89 % 443,076 голосів)
- Догу Перінчек — 0,2 % (98,926 голосів))